# クリプトン (81mKr)
クリプトン (81mKr)（Kr-81m、81mKr）とは、肺の局所換気機能の造影に用いる放射性医薬品である。

## 効能・効果
クリプトン（81mKr）吸入用ガスの吸入による局所肺換気機能検査
2020年12月までは、5w/v％ブドウ糖注射液で抽出した溶液を局所肺血流検査や局所脳血流検査に用いる事が出来たが、承認削除された。

## 使用方法
加湿した空気または医療用酸素をジェネレータに吹き込み、溶出した81mKrを患者に吸入させる。連続的に吸入させる方法と、10〜20mLを1回吸入させる方法がある。

## 薬物動態
吸入した81mKrは殆ど吸収されない:10。僅かに吸収された81mKrは吸入開始後約15秒で最高値に達し、吸入中止後初期半減期約9秒、後期半減期約13秒の2相性で減少する:11。

## 参考資料
1. 1 2  “クリプトン（81mKr）ジェネレータ 添付文書”. www.info.pmda.go.jp.   PMDA. 2021年5月24日閲覧。
2. ↑  “クリプトン(81mKr)ジェネレータ「効能又は効果」等およびラベル変更のお知らせ”.   日本メジフィジックス株式会社. 2021年5月24日閲覧。
3. ↑  “別添①”.   日本メジフィジックス株式会社. 2021年5月24日閲覧。
4. 1 2  “クリプトン（81mKr）ジェネレータ インタビューフォーム”.   PMDA. 2021年5月24日閲覧。